# Куда он денется!
«Куда он денется!» — советская музыкальная комедия 1981 года.

## Сюжет
Коллектив художественной самодеятельности из украинского села в Карпатах приезжает в Москву для участия в эстрадном конкурсе. На ВДНХ они примечают экспериментальный образец трактора для работы в горах, именно такой необходим их колхозу. С этого момента начинаются забавные приключения, которые завершаются тем, что облюбованная молодыми людьми машина отправляется в их родное село.

## В ролях
| Актёр                      | Роль                                                                    |
| -------------------------- | ----------------------------------------------------------------------- |
| Нина Русланова             | Екатерина Гребенько, бригадир и руководитель самодеятельности           |
| Полина Кутепова            | Полина Гребенько, дочь Екатерины                                        |
| Ксения Кутепова            | Ксения Гребенько, дочь Екатерины                                        |
| Баадур Цуладзе             | Кавсадзе, инженер и изобретатель трактора                               |
| Михаил Боярский            | Геннадий Мелентьев, певец                                               |
| Галина Беляева             | Олеся, колхозница и участница самодеятельности                          |
| Валентин Смирнитский       | Андрей Гребенько, муж Екатерины                                         |
| Александр Игнатуша         | Бронислав                                                               |
| Сергей Иванов              | Григорий, колхозник и участник самодеятельности                         |
| Татьяна Жукова-Киртбая     | тётя, горничная и тётя Геннадия                                         |
| Раиса Зайцева              | Глаша, колхозница и участница самодеятельности                          |
| Виктор Павловский          | охранник на ВДНХ                                                        |
| Андрей Голицын             | распорядитель                                                           |
| Жорж Новицкий              | председатель колхоза                                                    |
| Всеволод Абдулов           | зритель в зале                                                          |
| Валерий Янклович           | зритель в зале                                                          |
| Владимир Пицек             | Эпизод                                                                  |
| Юрий Антонов               | камео, член жюри (нет в титрах)                                         |
| Людмила Ларина             | певица в ансамбле (нет в титрах)                                        |
| Дмитрий Данин              | музыкант ансамбля, аккомпанировавшего герою М. Боярского (нет в титрах) |
| Герман Энтин               | Эпизод (нет в титрах)                                                   |
| Георгий Юнгвальд-Хилькевич | камео                                                                   |

В фильме участвовали вокально-инструментальный ансамбль «Фестиваль» и хореографический ансамбль «Сувенир».

## Съёмочная группа
- Автор сценария: Анатолий Эйрамджан (при участии Георгия Юнгвальд-Хилькевича)
- Режиссёр: Георгий Юнгвальд-Хилькевич
- Композитор: Максим Дунаевский
- Автор текстов песен: Леонид Дербенёв
- ВИА «Фестиваль», под управлением Максима Дунаевского (дирижёр — Дмитрий Атовмян)

## Песни
- «Городские цветы» (исп. М. Боярский, подпевка: Людмила Ларина (анс. «Фестиваль»))
- «Рикки-Тикки-Тави» (исп. О. Рождественская)
- «Песенка о цапле» (исп. М. Боярский)
- «Мода» (исп. М. Боярский)
- «Всё пройдёт» (исп. М. Боярский, подпевка: Людмила Ларина (анс. «Фестиваль»))
- «Сивка-Бурка» (исп. М. Боярский)
- «Остановись!» (исп. М. Боярский, подпевка: Людмила Ларина (анс. «Фестиваль»))

Песня «Листья жгут» на стихи Наума Олева была записана для фильма «Куда он денется!», но не вошла в него, так как не совпадала по смыслу. В ней пелось об осени, а в фильме по сюжету была зима. И тогда Марк Айзикович и Людмила Ларина записали эту песню для виниловой пластинки. А когда на съёмки картины приехал Михаил Боярский, песня ему понравилась. На готовую фонограмму сделали второй вариант (в исполнении Боярского) на будущее. А уже потом, когда снимался музыкальный фильм «Семь счастливых нот», то для этой картины «Листья жгут» записала Ирина Гущева.
Песню «Сивка-Бурка» также включила в свой репертуар Клара Румянова, исполнив её в фильме-бенефисе «…С участием Клары Румяновой» (1983 год).